# Caloecia
Caloecia is een geslacht van vlinders van de familie spinners (Lasiocampidae).

## Soorten
- C. denda (Druce, 1894)
- C. entima Franclemont, 1973
- C. juvenalis (Barnes & McDunnough, 1911)